# Valencia de Alcántara

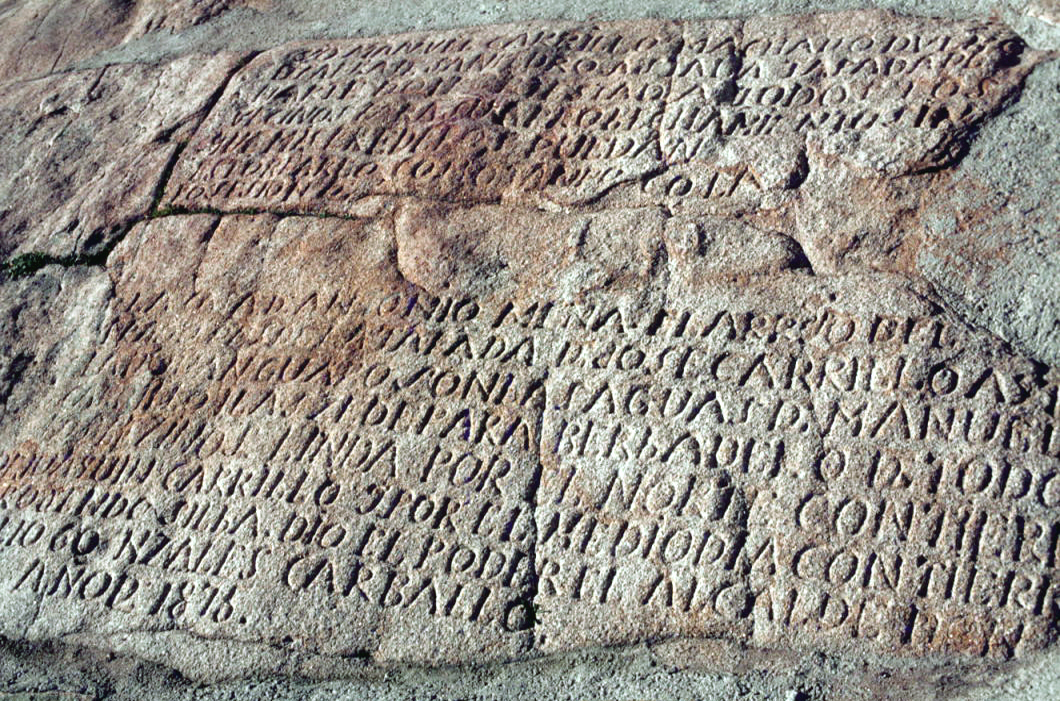
Lateinische Felsinschrift

Valencia de Alcántara ist eine Kleinstadt und eine spanische Gemeinde (municipio) mit 5.196 Einwohnern (Stand: 2024) in der Provinz Cáceres (Extremadura). Die Gemeinde umfasst die gleichnamige Stadt sowie zehn Weiler (pedanías) in der Umgebung wie z. B. Alcorneo, El Pino und Las Huertas de Cansa.

## Lage
Der ca. 460 m hoch gelegene Ort Valencia de Alcántara liegt ca. 92 km (Fahrtstrecke) westlich der Provinzhauptstadt Cáceres und ist nur etwa 8 km von der Grenze zu Portugal entfernt. Er erstreckt sich auf einer Anhöhe im Nordosten der Serra de São Mamede an einem linken Zufluss des Tajo. Die Stadt Badajoz befindet sich ca. 82 km südlich. Das Klima ist gemäßigt bis warm, Regen (ca. 770 mm/Jahr) fällt hauptsächlich im Winterhalbjahr.

## Bevölkerungsentwicklung
| Jahr      | 1857  | 1900  | 1950   | 2000  | 2021  |
| Einwohner | 4.751 | 9.417 | 15.586 | 6.240 | 5.325 |

Der deutliche Bevölkerungsrückgang seit den 1950er Jahren ist im Wesentlichen auf die Mechanisierung der Landwirtschaft, die Aufgabe von bäuerlichen Kleinbetrieben („Höfesterben“) und den damit einhergehenden Verlust an Arbeitsplätzen zurückzuführen.

## Wirtschaft
In der Gegend wird seit der Römerzeit Wein- und Olivenanbau betrieben. Der Anbau von Weizen und anderen Feldfrüchten diente in früheren Jahrhunderten vorwiegend der Selbstversorgung. Die heutzutage wichtigste Einnahmequelle des Ortes ist der Grenzhandel mit Portugal.

## Geschichte
Wie zahlreiche Großsteingräber (dolmen) in der Umgebung beweisen, war die Gegend bereits in der Jungsteinzeit besiedelt. Keltische Spuren wurden nicht gefunden. In der Antike gehörte die Gegend zur römischen Provinz Lusitania. Auch Westgoten und Araber bzw. Mauren hinterließen keine archäologischen Zeugnisse. Um das Jahr 1213 wurde die Gegend von den Truppen Alfons’ IX. von León (reg. 1188–1230) zurückerobert (reconquista) und dem Calatrava-Ritterorden übergeben. Wenige Jahre später (1218) kam der Ort unter die Befehlsgewalt Alcántara-Ritterordens. Unter den Katholischen Königen Ferdinand von Aragón und Isabella von Kastilien wurde der Orden Ende des 15. Jahrhunderts aufgelöst und der spanischen Krone inkorporiert. Als Folge des Alhambra-Edikts wurden Ende des 15. Jahrhunderts zahlreiche Juden aus der Stadt und dem Land vertrieben.

## Sehenswürdigkeiten
- Zahlreiche schlecht erhaltene Dolmen in der Umgebung, darunter die Dolmen del Mellizo und Dolmen Tapada del Anta, zeugen von der Anwesenheit jungsteinzeitlicher Menschen.
- Die einbogige Römerbrücke Puente de Piedra ist – neben der viel bedeutenderen Brücke von Alcántara – eine der wenigen antiken Hinterlassenschaften in der Region.
- Von der im 13. Jahrhundert an der Stelle einer maurischen Festung erbauten Burg (castillo) und der im 16. Jahrhundert ergänzten Stadtbefestigung (Recinto amurallado) haben etliche Teile die Zeit überdauert.
- Das mittelalterliche Ortszentrum (Barrio judío-gótico) mit seinen gewundenen Gassen ist als Conjunto histórico-artístico anerkannt. Die hier befindliche ehemalige Synagoge stammt aus dem 15. Jahrhundert und ist das letzte Zeugnis der langen Anwesenheit einer jüdischen Gemeinde.[6]
- Die Iglesia de Nuestra Señora de Rocamador hatte möglicherweise eine islamische Moschee als Vorgängerbau; hier fand im Jahr 1497 die Eheschließung König Manuels I. von Portugal mit der spanischen Prinzessin Isabella statt. Mit dem Bau der dreischiffigen Hallenkirche wurde erst um die Mitte des 16. Jahrhunderts begonnen; beeindruckend ist vor allem das spätgotische Sterngewölbe. Der Kirchenbau wurde im Jahr 1982 als Monumento histórico-artistico eingestuft.[7]
- Das heutige Rathaus (ayuntamiento) befindet sich in einem ehemaligen Adelspalast mit Säulenportikus aus dem 17. Jahrhundert.
- Kirche La Encarnación aus dem 13. Jahrhundert

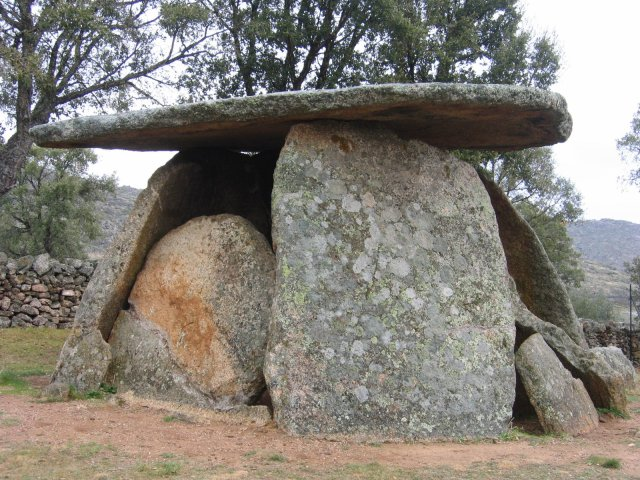
Dolmen del Mellizo
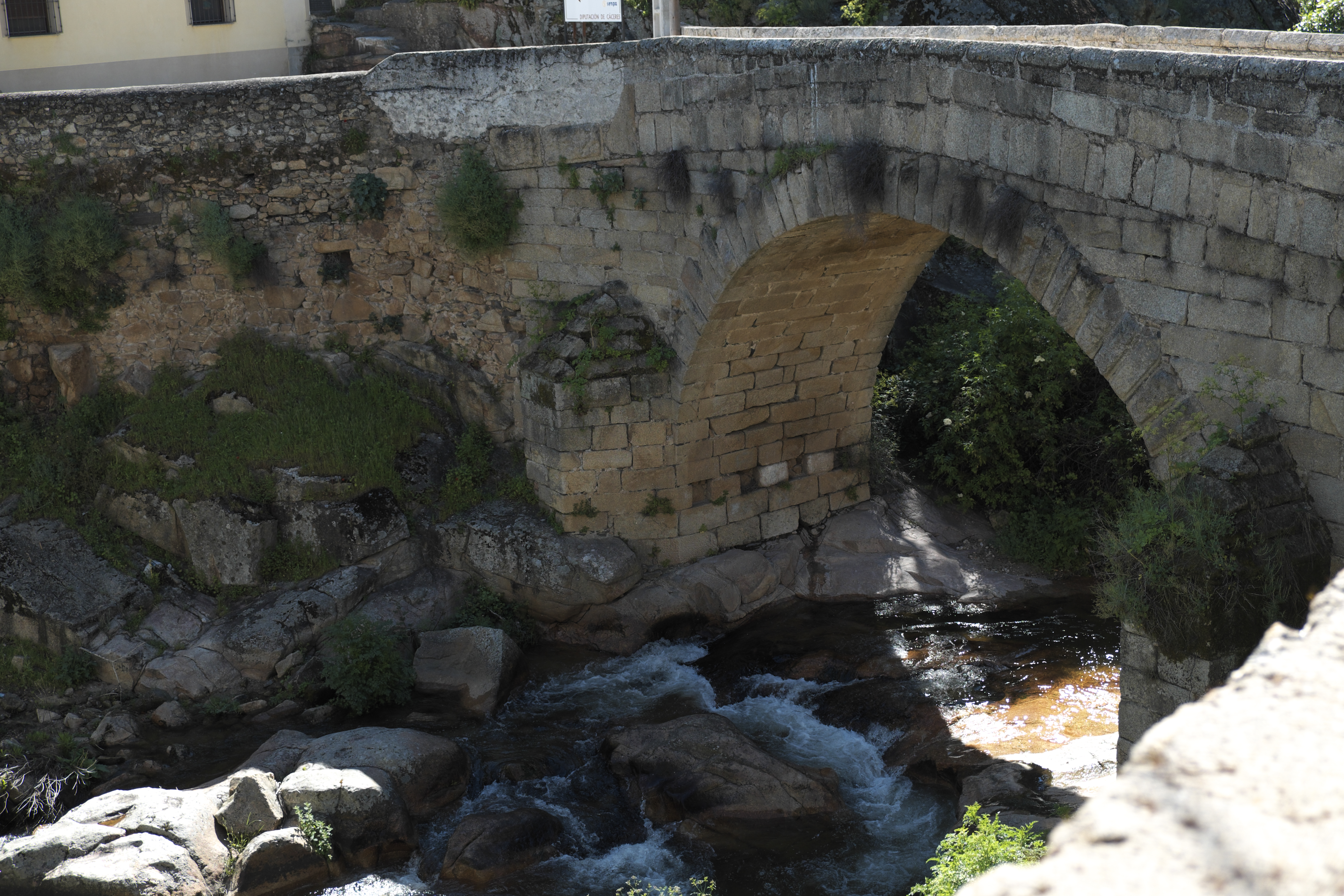
Römerbrücke
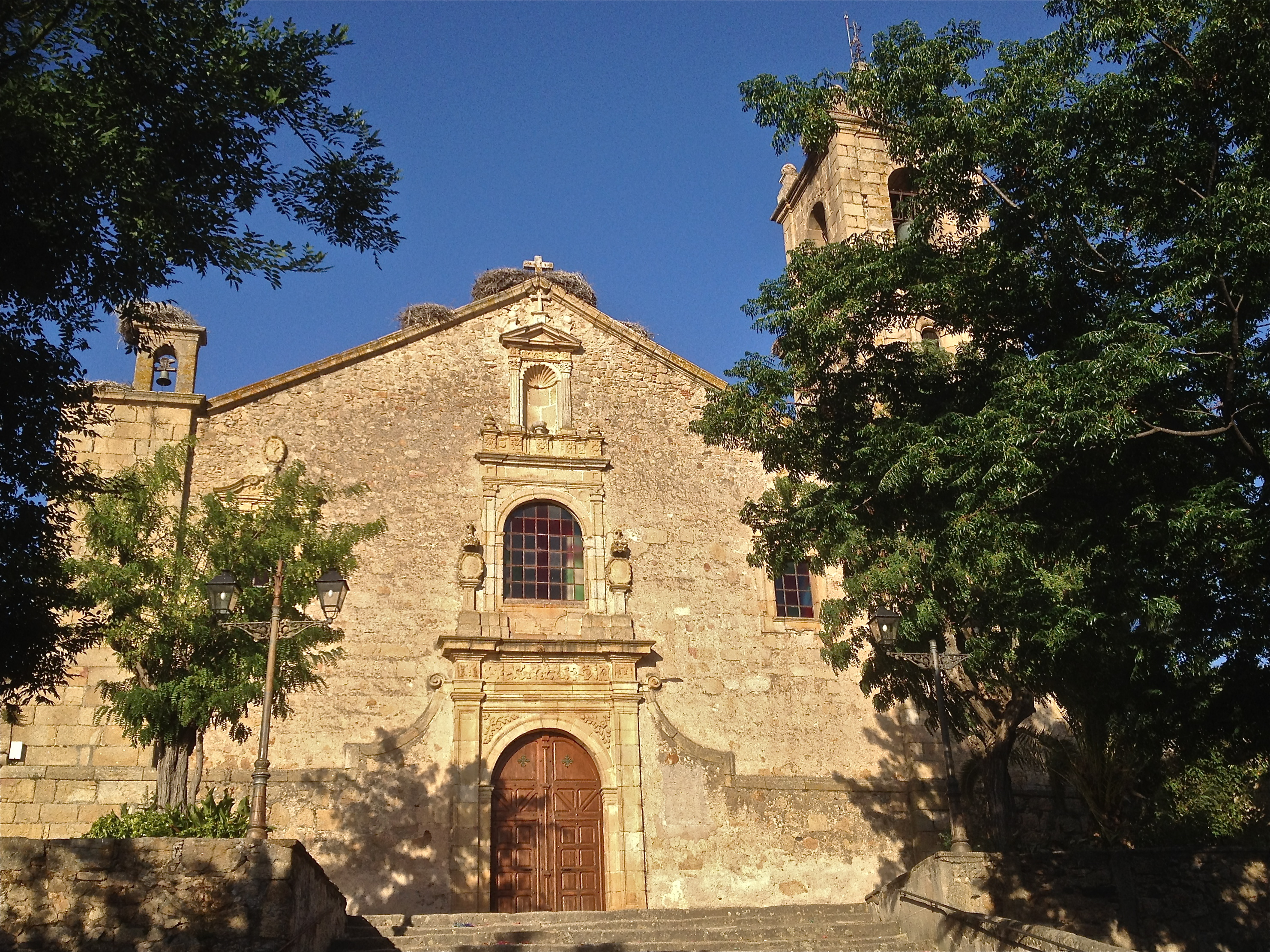
Iglesia de Nuestra Señora de Rocamador
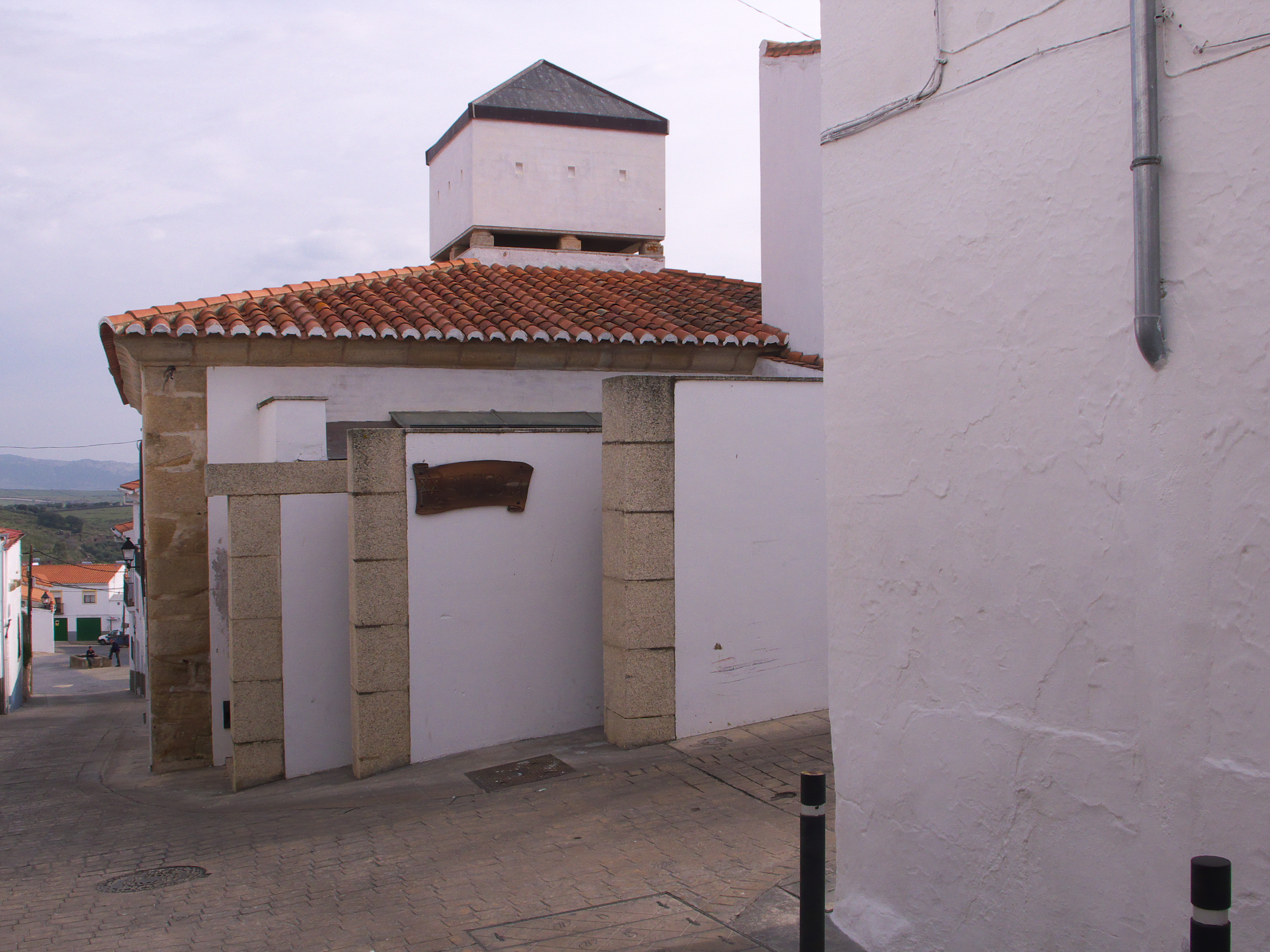
Synagoge
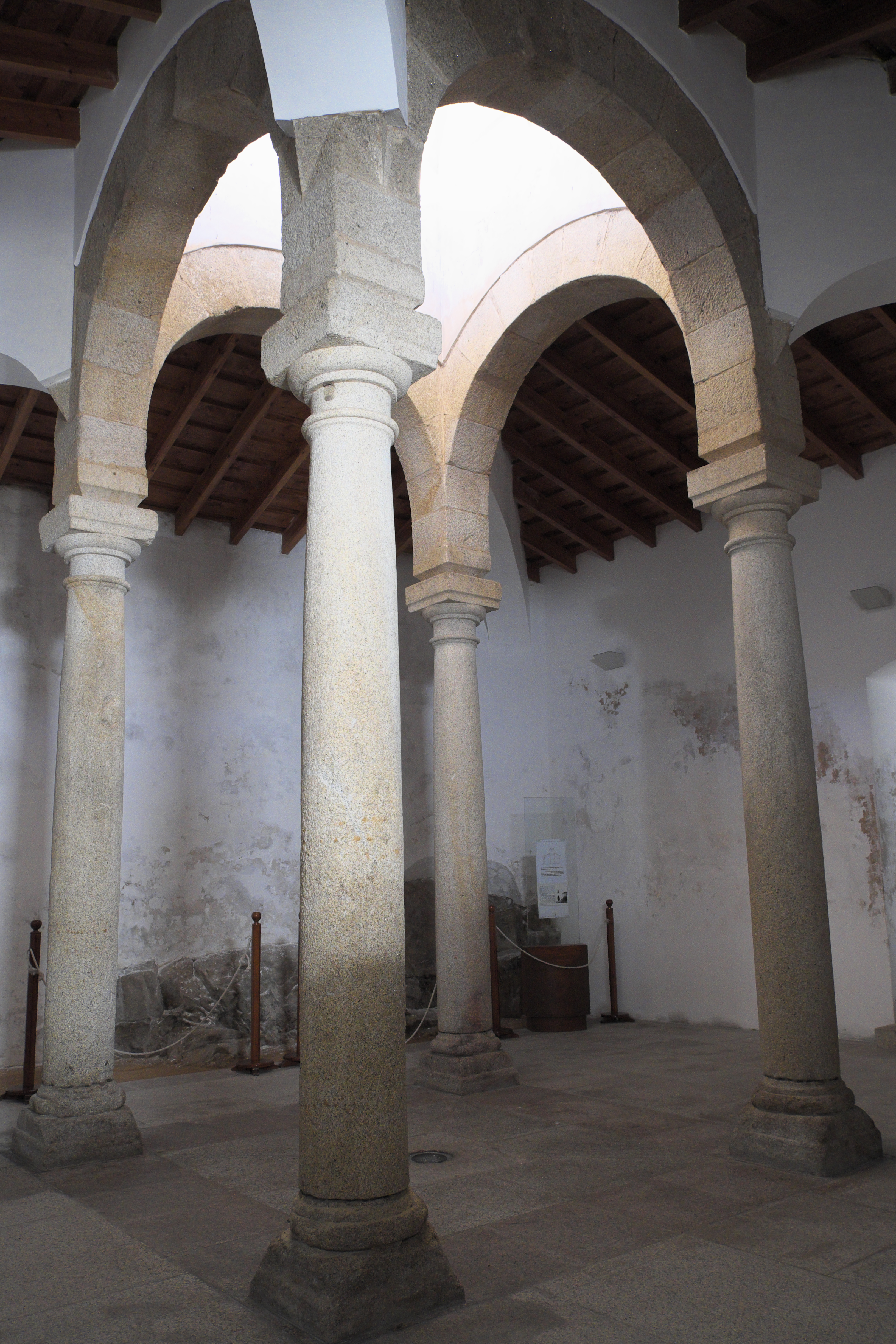
Innenraum der Synagoge
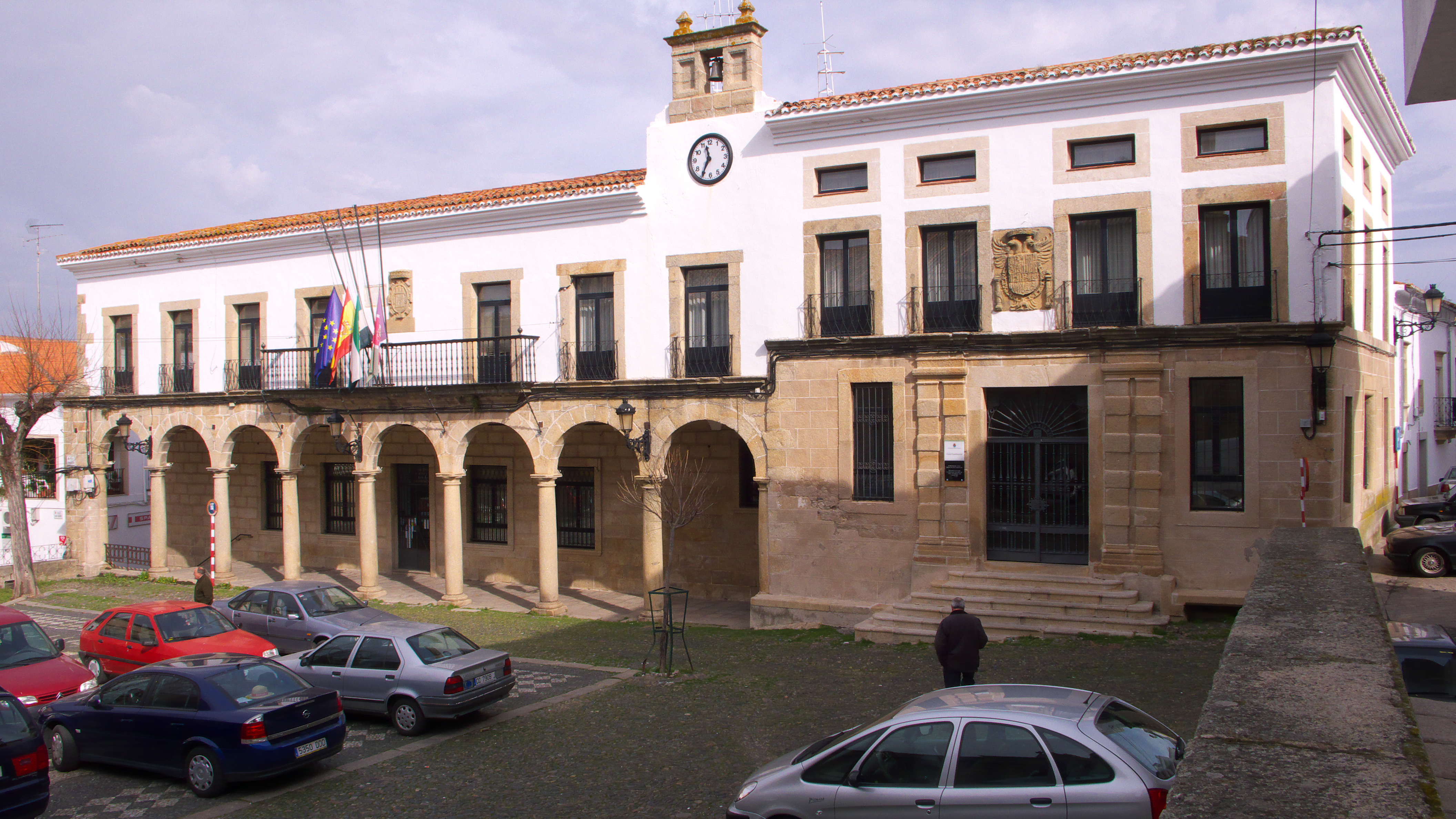
Rathaus (ayuntamiento)

## Persönlichkeiten
- Pedro Gómez Labrador (1772–1850), spanischer Diplomat, hier geboren
- Soraya Arnelas (* 1982), spanische Popsängerin, hier geboren